# Corythoichthys

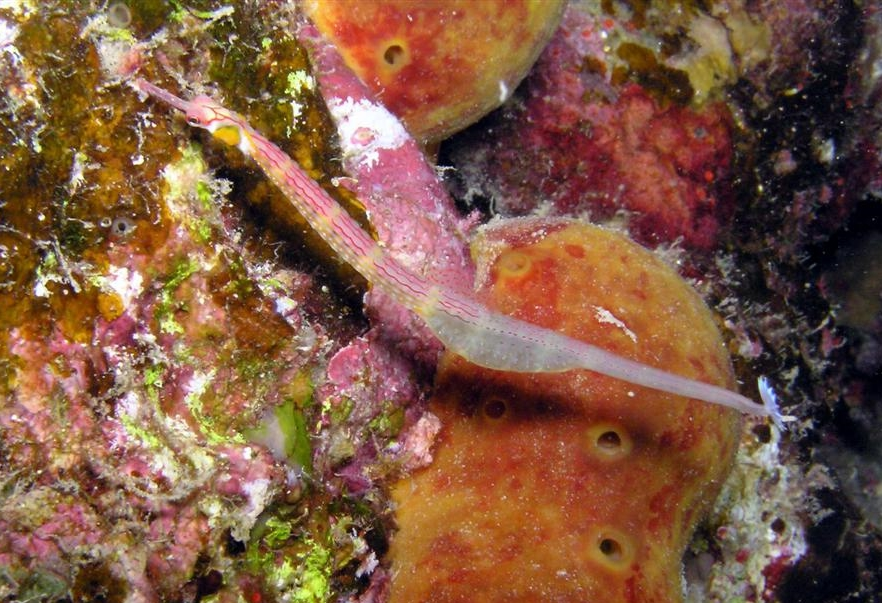
Männliche Schwarzbrust-Seenadel Corythoichthys nigripectus, mit befruchteten Eiern

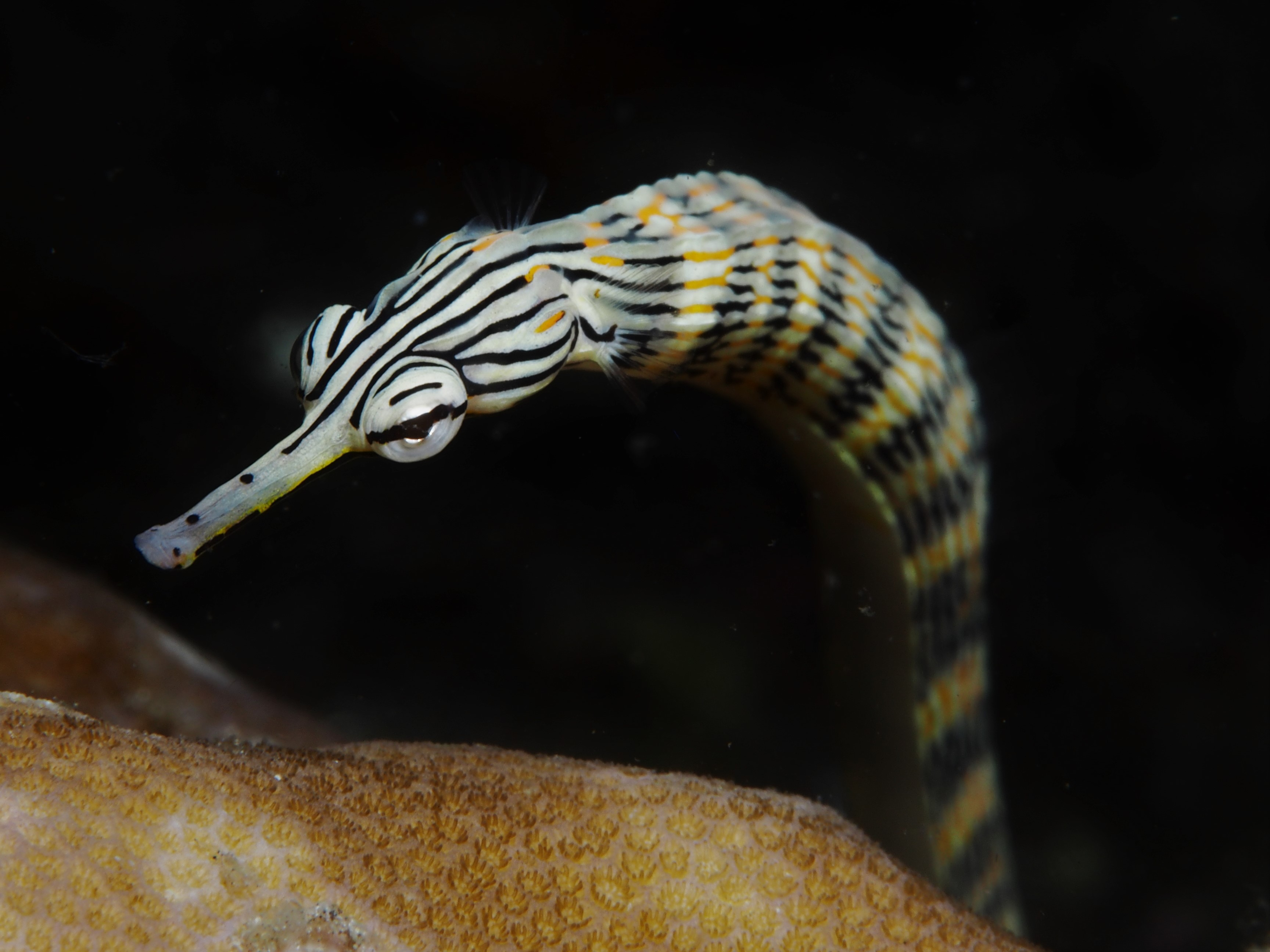
Nahaufnahme der Gelbgebänderten Seenadel Corythoichthys haematopterus

Corythoichthys, auch Liegende Seenadeln genannt, ist eine von insgesamt 53 Gattungen aus der Familie der Seenadeln (Syngnathidae), zu der auch die Gattung der Seepferdchen (Hippocampus) sowie die der Fetzenfische (Phycodurus) zählt.
Die kleinen Fische leben bodennah in den Korallenriffen des tropischen Indopazifik.

## Eigenschaften
Anders als z. B. die Fahnenschwanz-Seenadeln bewegen sich Seenadeln der Gattung Corythoichthys so wenig, dass sie den Beinamen „liegende Seenadeln“ erhielten. Mit Gesamtlängen von 20 bis 30 cm sind die meisten Vertreter der Gattung vergleichsweise groß.
Ihr Röhrenmaul ist extrem dünn und deutlich vom Kopf abgesetzt. Sie sind tagaktiv, leben paarweise oder in kleinen Gruppen und halten sich vor allem über steinigem Untergrund in Riffnähe auf. In der Nacht versammeln sich einige Arten in größeren Gruppen und suchen in den Hohlräumen von Schwämmen Schutz.
Als Lebensraum bevorzugen die Fische tropische Korallenriffe, wo sie sich von kleinsten Krebstieren und anderen Kleinstorganismen ernähren, die sie durch schnelles Einsaugen vom Boden und aus dem Wasser erbeuten.
Bei einigen Corythoichthys-Arten, wie z. B. Corythoichthys haematopterus, konnte Biofluoreszenz nachgewiesen werden. Außerdem kann ihre Färbung je nach Herkunft, Geschlecht und Habitat variieren, was die Unterscheidung einiger Arten erschwert.

### Fortpflanzung
Ähnlich wie auch bei ihren Verwandten, den Seepferdchen, legen Corythoichthys-Weibchen, nach einer ausgiebigen Balz, mehrere 100 bis 1000 Eier. Die Eier treten als zusammenhängendes Band aus, das sich entfaltet, gegen die Bauchseite des Männchens gepresst wird und dort von der aus zwei dünnen Hautfalten gebildeten Bruttasche, die unter dem Schwanzende angelegt ist, umschlossen wird.
Nach einigen Wochen schlüpfen die kleinen, transparenten Jungfische aus der Bauchtasche und schwimmen als erstes zur Wasseroberfläche. Sie leben zunächst pelagisch, in uferfernen Wasserbereichen und können sich so, bei günstigen Bedingungen, weit verbreiten.

### Gefährdung
Bisher führt die Weltnaturschutzorganisation IUCN nur wenige Syngnathinae-Arten (wie Syngnathus watermeyeri und  die beiden Microphis-Arten Microphis pleurostictus und Microphis insularis) in einer konkreten Gefährdungskategorie. Da jedoch die Datenlage zu 69 Syngnathinae-Arten unzureichend für eine Bewertung des Erhaltungszustandes ist, kann eine Gefährdung dieser Arten – einschließlich aller nicht wissenschaftlich beschriebenen Corythoichthys-Arten – nicht ausgeschlossen werden.

## Arten
Es gibt mindestens 23 Corythoichthys-Arten, als deren bekannteste Vertreter Corythoichthys haematopterus, C. intestinalis und C. schultzi gelten.
Bisher wurden erst elf der liegenden Seenadeln wissenschaftlich beschrieben. Meist werden die Arten anhand der Schnauzenlänge, sowie der Kopf- und Körperfarbe unterschieden, was schwierig sein kann, da nicht nur die Farben variieren können, sondern auch Lokalformen auftreten. So ist es möglich, dass verschiedene Arten aus geographisch weit voneinander entfernten Gebieten, wahrscheinlich nahe verwandte Artenkomplexe bilden.
- Braunband-Seenadel, Corythoichthys amplexus Dawson & Randall, 1975
- Corythoichthys benedetto Allen & Erdmann, 2008
- Netz-Seenadel, Corythoichthys flavofasciatus (Gray, 1830)
- Gelbgebänderte Seenadel oder Liegende Seenadel, Corythoichthys haematopterus (Bleeker, 1851)
- Backen-Seenadel, Corythoichthys insularis Dawson, 1977
- Drachenkopf-Seenadel oder Gekritelte Seenadel, Corythoichthys intestinalis (Ramsay, 1881)
- Schwarzbrust-Seenadel, Corythoichthys nigripectus Herald, 1953
- Orangepunkt-Seenadel, Corythoichthys ocellatus Herald, 1953
- Paxtons Seenadel, Corythoichthys paxtoni Dawson, 1977
- Gelbpunkt-Seenadel, Corythoichthys polynotatus Dawson, 1977
- Schultz Seenadel, Corythoichthys schultzi Herald, 1953

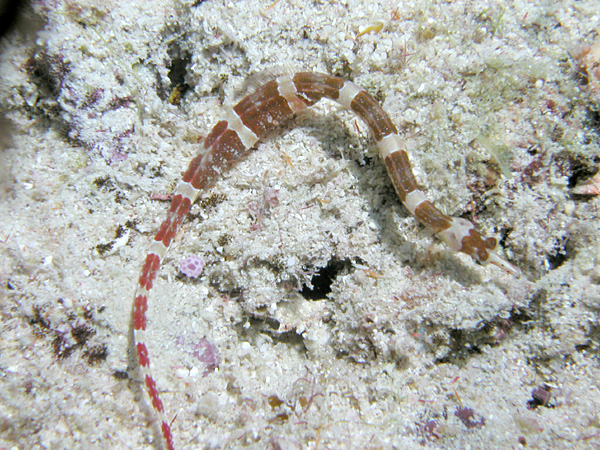
Braunband-Seenadel, Corythoichthys amplexus
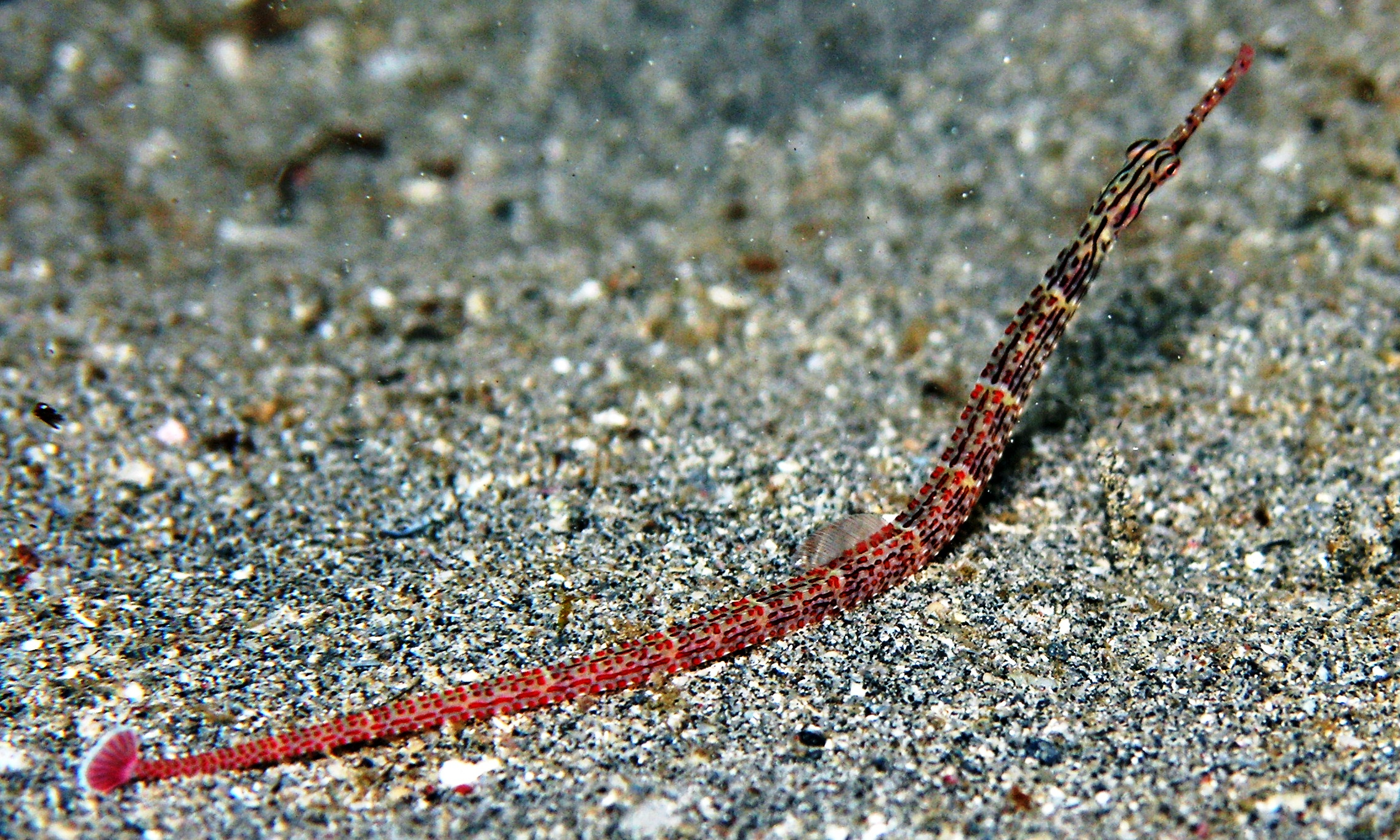
Schultz Seenadel, Corythoichthys schultzi
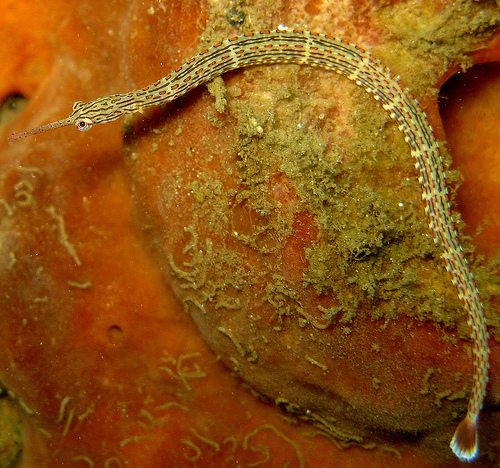
Schultz Seenadel, Corythoichthys schultzi
Biolumineszenz durch Alizarin: Corythoichthys haematopterus
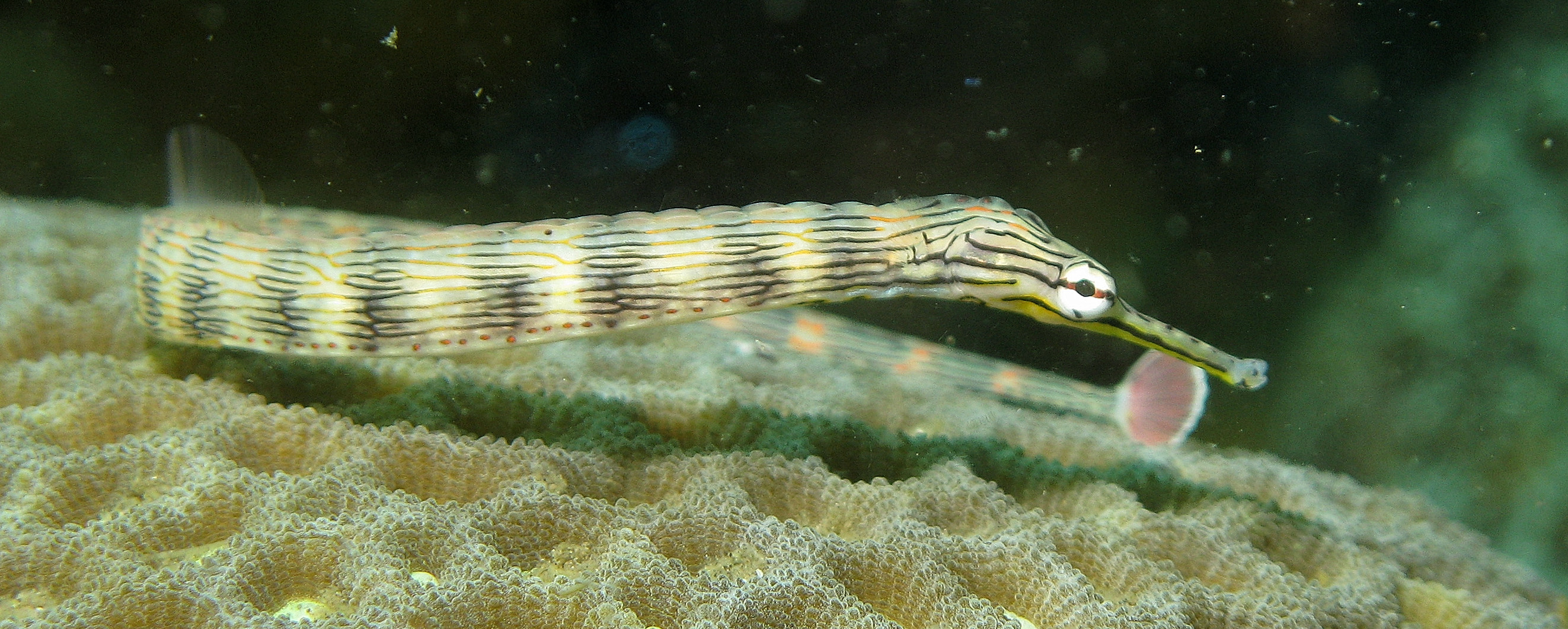
Nahaufnahme der Gelbgebänderten Seenadel Corythoichthys haematopterus
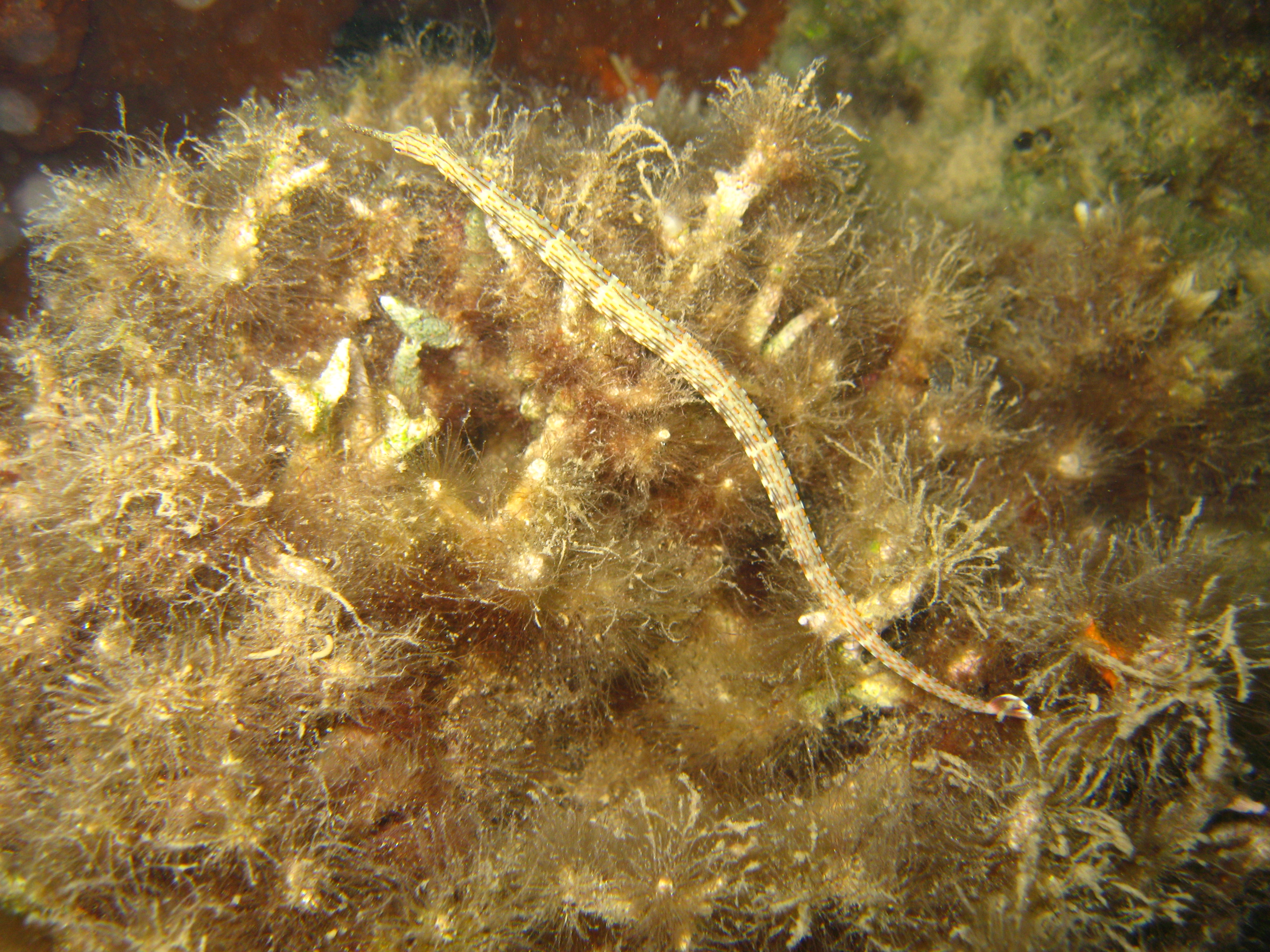
Die Orangepunkt-Seenadel, Corythoichthys ocellatus